# Anomaloglossus blanci
Anomaloglossus blanci Fouquet, Vacher, Courtois, Villette, Reizine, Gaucher, Jairam, Ouboter, and Kok, 2018 è un anfibio anuro, appartenente alla famiglia degli Aromobatidi.

## Etimologia
L'epiteto specifico è stato dato in onore di Michel Blanc.

## Distribuzione e habitat
È endemica della Guyana francese. Si trova tra i 50 e i 200 metri di altitudine.

## Tassonomia
Prima di questo studio la specie era confusa con Anomaloglossus degranvillei.